# امبودیامپانا، سوانیرانا ایوانگو
امبودیامپانا، سوانیرانا ایوانگو (به لاتین: Ambodiampana, Soanierana Ivongo) یک سکونتگاه مسکونی در ماداگاسکار است که در آنالانجیروفو واقع شده‌است.

## خصوصیات
امبودیامپانا ۱۱٬۰۰۰ نفر جمعیت دارد و ۵۸ متر بالاتر از سطح دریا واقع شده‌است.